# Eldorado (Illinois)
Eldorado – miasto w Stanach Zjednoczonych, w stanie Illinois, w hrabstwie Saline.